# Perquè ho dic jo
Perquè ho dic jo (títol original en anglès, Because I Said So) és una comèdia dramàtica estatunidenca dirigida per Michael Lehmann i estrenada el 2007.

## Argument
Daphne Wilder (Diane Keaton) és una mare sobreprotectora que ha criat sola a les seves tres filles: l'assenyada psicòloga Maggie (Lauren Graham), la sexy i irreverent Mae (Piper Perabo), i la insegura i adorable Milly (Mandy Moore). Una vegada casades les seves dues filles grans, Daphne es proposa ajudar a la seva filla Milly, que és la petita, a trobar a l'home perfecte amb el qual compartir la seva vida. Para això posarà un anunci a internet buscant candidats sense que la seva filla en sàpiga res. Allí coneixerà a l'home que per a ella seria perfecte per a la seva filla petita, un arquitecte anomenat Jason (Tom Everett Scott), i també al tipus d'home amb el qual no vol que acabi, Johnny (Gabriel Macht), un músic que té un fill. Així, Milly acabarà coneixent als dos inesperadament, tenint relacions sexuals amb tots dos i més tard descobrint més tard el que la seva mare havia planejat a l'esquena i havent de triar entre un dels dos nois o a cap.

## Repartiment
- Diane Keaton: Daphne Wilder
- Mandy Moore: Milly
- Tom Everett Scott: Jason
- Stephen Collins: Joe
- Tony Hale: Stuart
- Piper Perabo

## Crítica
- "Res no aconsegueix evitar que continuem tenint la imatge d'una versió ampliada, i poc inspirada, d'una sitcom de sobretaula. El millor: Mandy Moore, encantadora i mesurada. El pitjor: Diane Keaton, absolutament insuportable."[3]
- "Es desenvolupa cautelosament segons les regles de les comèdies romàntiques. (...) Un suau exercici de deliberada mediocritat, amb somriures i moments commovedors repartits acuradament."[4]
- "El que els seus responsables intenten que sigui divertit -una mare i les seves filles parlant sobre orgasmes mentre compren sabates- no és divertit: és horrible."[5]
- "Un exercici de cursileria enllaunada que empeny a les seves atractives estrelles Diane Keaton i Mandy Moore a punt de la histèria en telecomèdia."[6]